# Arthur Walsh (2e baron Ormathwaite)
Arthur Walsh, 2e baron Ormathwaite (14 avril 1827-27 mars 1920) est un homme politique du Parti conservateur britannique.

## Biographie
Il est le fils de John Walsh (1er baron Ormathwaite).
Il est élu député de Leominster en 1865, démissionnant en 1868 en devenant intendant du manoir de Northstead. Cela lui permet de se présenter pour Radnorshire et de remplacer son père lors de l'élection partielle qui suit après que ce dernier a été élevé à la pairie.
Walsh est nommé lord-lieutenant du Radnorshire en 1875, poste qu'il occupe jusqu'en 1895. Il succède à son père dans la baronnie en 1881 et meurt en 1920.
Il épouse Katherine Emily Mary Somerset (1834–1914), fille de Henry Somerset (7e duc de Beaufort). Son fils Arthur Walsh (3e baron Ormathwaite) lui succède.